# 伯靈頓章克申 (密蘇里州)
伯靈頓章克申（英語：Burlington Junction）是位於美國密蘇里州諾德韋縣的城市。

## 人口
根據2020年美國人口普查的數據，伯靈頓章克申的面積為2.59平方千米，皆為陸地。當地共有人口521人，而人口密度為每平方千米201人。